# 666 (Aphrodite's Child)
666 è il terzo e ultimo album in studio del gruppo musicale Aphrodite's Child, pubblicato nel settembre 1972, quando il gruppo si era già sciolto da circa tre mesi.

## Descrizione
Il disco è un concept album ispirato all'Apocalisse di Giovanni: il fronte copertina ne cita integralmente il passo 13,18 che menziona il Numero della Bestia, cioè appunto 666. Nei testi dei brani, scritti da Costas Ferris, frasi e personaggi mutuati dal testo neotestamentario si mescolano a temi d'attualità, come nel brano Altamont in cui citazioni tratte dall'Apocalisse alludono ai fatti dell'Altamont Free Concert, un festival svoltosi nel 1969 in California nel quale un membro degli Hells Angels addetti al servizio d'ordine uccise un diciottenne afroamericano durante l'esibizione dei Rolling Stones. Il testo del brano ∞ (Infinity) è recitato da Irene Papas e si ispira al passo I am the one who is, and who was, and who is to come («Io sono Colui che è, che era e che verrà» – Apocalisse 1,8) del quale l'attrice ripete incessantemente solo alcune parole, mescolandole in modo da divenire un chiaro riferimento sessuale (I was, I am, I am to come: «io ero, io sono, io sto per venire») e simulando in modo inequivocabile un orgasmo.
Le musiche dell'intero album sono composte dal solo Vangelis; gli altri componenti gli Aphrodite's Child partecipano solo come strumentisti e il frontman del gruppo, il bassista e cantante Demis Roussos, è voce solista in soli tre brani. Dal punto di vista stilistico, il disco si distacca dalla forma canzone tipica del gruppo fino ad allora; i brani di ciascun lato sono tutti uniti fra loro e presentano vari frammenti parlati o passaggi strumentali, in stile rock progressivo. La quarta facciata in particolare è quasi interamente occupata dal brano All The Seats Were Occupied che consiste in una lunga improvvisazione al cui interno ricorrono frammenti di altri brani dell'album, aggiunti in dissolvenza mediante sovraincisione.

## Tracce
Musiche di Vangelis, testi di Costas Ferris.
Lato A
1. The System – 0:23
2. Babylon – 2:51
3. Loud, Loud, Loud – 2:37
4. The Four Horsemen – 5:57
5. The Lamb – 4:34
6. The Seventh Seal – 1:30

Durata totale: 17:52
Lato B
1. Aegian Sea – 5:25
2. Seven Bowls – 1:25
3. The Wakening Beast – 1:07
4. Lament – 2:55
5. The Marching Beast – 2:00
6. The Battle of the Locusts – 0:56
7. Do It – 1:45
8. Tribulation – 0:32
9. The Beast – 2:23
10. Ofis – 0:17

Durata totale: 18:45
Lato C
1. Seven Trumpets – 0:30
2. Altamont – 4:45
3. The Wedding of the Lamb – 3:35
4. The Capture of the Beast – 2:15
5. ∞ (Infinity) – 5:16
6. Hic et nunc – 3:00

Durata totale: 19:21
Lato D
1. All the Seats Were Occupied – 19:27
2. Break – 2:55

Durata totale: 22:22

## Formazione
Gruppo
- Demis Roussos – voce solista (brani: A2, A4 e C6), basso, cori
- Evangelos Papathanassiou – organo, pianoforte, flauto, percussioni, vibrafono, cori, arrangiamenti
- Anargyros "Silver" Koulouris – chitarre, percussioni
- Lucas Sideras – voce solista (brani: B9 e D2), batteria, cori

Ospiti
- Irene Papas – voce recitante (brano: C5)
- John Forst – narratore
- Michel Ripoche – sassofono tenore (brani: A2 e C6), trombone
- Harris Chalkitic – basso, sassofono tenore, congas, batteria, cori.